# Kanton Blaye
Kanton Blaye (fr. Canton de Blaye) je francouzský kanton v departementu Gironde v regionu Akvitánie. Tvoří ho 13 obcí.

## Obce kantonu
- Berson
- Blaye
- Campugnan
- Cars
- Cartelègue
- Fours
- Mazion
- Plassac
- Saint-Androny
- Saint-Genès-de-Blaye
- Saint-Martin-Lacaussade
- Saint-Paul
- Saint-Seurin-de-Cursac